# Fort Pierce South
Fort Pierce South est une census-designated place du comté de Sainte-Lucie, dans l'État de Floride, aux États-Unis,. En 2020, elle compte une population de 5 209 habitants.